# Muscle transverse de l'auricule
Le muscle transverse de l'auricule (ou muscle transverse du pavillon ) est un muscle cutané intrinsèque de l'oreille.
Le muscle est situé sur la surface interne du pavillon.
Il se compose de fibres éparses, en partie tendineuses et en partie musculaires, s'étendant entre  la convexité de l'hélix et la convexité de la conque.
Il est innervé par la branche auriculaire postérieure du nerf facial.
Le muscle transverse est issu du développement du deuxième arc branchial.